# Setaria surgens
Setaria surgens är en gräsart som beskrevs av Otto Stapf. Setaria surgens ingår i släktet kolvhirser, och familjen gräs. Inga underarter finns listade i Catalogue of Life.